# Phare de Cattle Point
Le phare de Cattle Point est un phare situé au sud-ouest de San Juan Island, la plus grande des îles de San Juan (Comté de San Juan), dans l'État de Washington aux (États-Unis).
Ce phare est géré par la Garde côtière américaine, et les phares de l'État de Washington sont entretenues par le District 13 de la Garde côtière  basé à Seattle.
Ce phare fait partie, depuis 2013, du San Juan Islands National Monument.

## Histoire
La première lumière de Cattle Point était une lentille de Fresnel sur un poteau érigé en 1888. En 1921, l'US Navy y a installé une station radio de navigation. Ce n'est qu'en 1935 qu'un véritable phare y a été construit.
Cette station de signalisation guide la navigation depuis le côté sud de l'île. Elle marque le passage entre l'île de Vancouver (Canada) et San Juan Island et, entre le détroit de Juan de Fuca et le détroit de Haro.

## Description
Le phare de Cattle Point est une tour octogonale, avec galerie de 10 m de haut, s'élevant d'un petit bâtiment d'un étage. Le phare est peint en blanc.
Après l'automatisation à la fin des années 1950, la lanterne de la tour a été enlevée et remplacée par une lentille de 250 mm sur un mât court u-dessus de la galerie. Le phare a subi une restauration provisoire en 1984, quand il a été employé comme toile de fond pour une publicité d'Exxon à la télévision. Dès travaux de structure ont été réalisés en 2010.
Sa lumière émet, à une hauteur focale de 29 m, un flash blanc toutes les 4 secondes. Sa portée nominale est de 7 milles nautiques (environ 13 km). Une corne de brume est toujours en activité (1 blast/15 secondes).
Identifiant : ARLHS : USA-146 - Amirauté : G5124 - USCG : 6-19555.
NGA : 13860.

## caractéristique duFeu maritime
Fréquence : 4 secondes (W)
- Lumière : 0.4 seconde
- Obscurité : 3.6 secondes

|                 |
| San Juan Island |

|                    |
| Le phare d'origine |

|                 |
| Le phare actuel |

### Lien connexe
- Liste des phares de l'État de Washington